# Eric Hoffmann
Eric Hoffmann, né le 21 juin 1984 à Luxembourg, était un footballeur international luxembourgeois qui évoluait au poste d'arrière droit.

## Carrière

### En club
Eric Hoffmann commence sa carrière en 2001 à Orania Vianden, un club local, avant de rejoindre Etzella Ettelbruck en 2002, club dans lequel il jouera pendant 6 saisons. En 2003 et en 2004, il serait à deux reprises finaliste de la coupe du Luxembourg.

### En équipe nationale
Il joue son premier match international en mars 2002 face à la Lettonie à l'âge de 17 ans alors qu'il jouait encore à Orania Vianden, en troisième division. Il n'a jamais marqué de but en sélection.

### Palmarès
- AS La Jeunesse d'Esch (2) :
  - Champion de BGL Ligue en 2010.
  - Vainqueur de la Coupe du Luxembourg en 2013.